# Karangjengkol (Kesugihan)
Karangjengkol is een bestuurslaag in het regentschap Cilacap van de provincie Midden-Java, Indonesië. Karangjengkol telt 7568 inwoners (volkstelling 2010).